# Controversia sullo spionaggio in Formula 1 del 2007

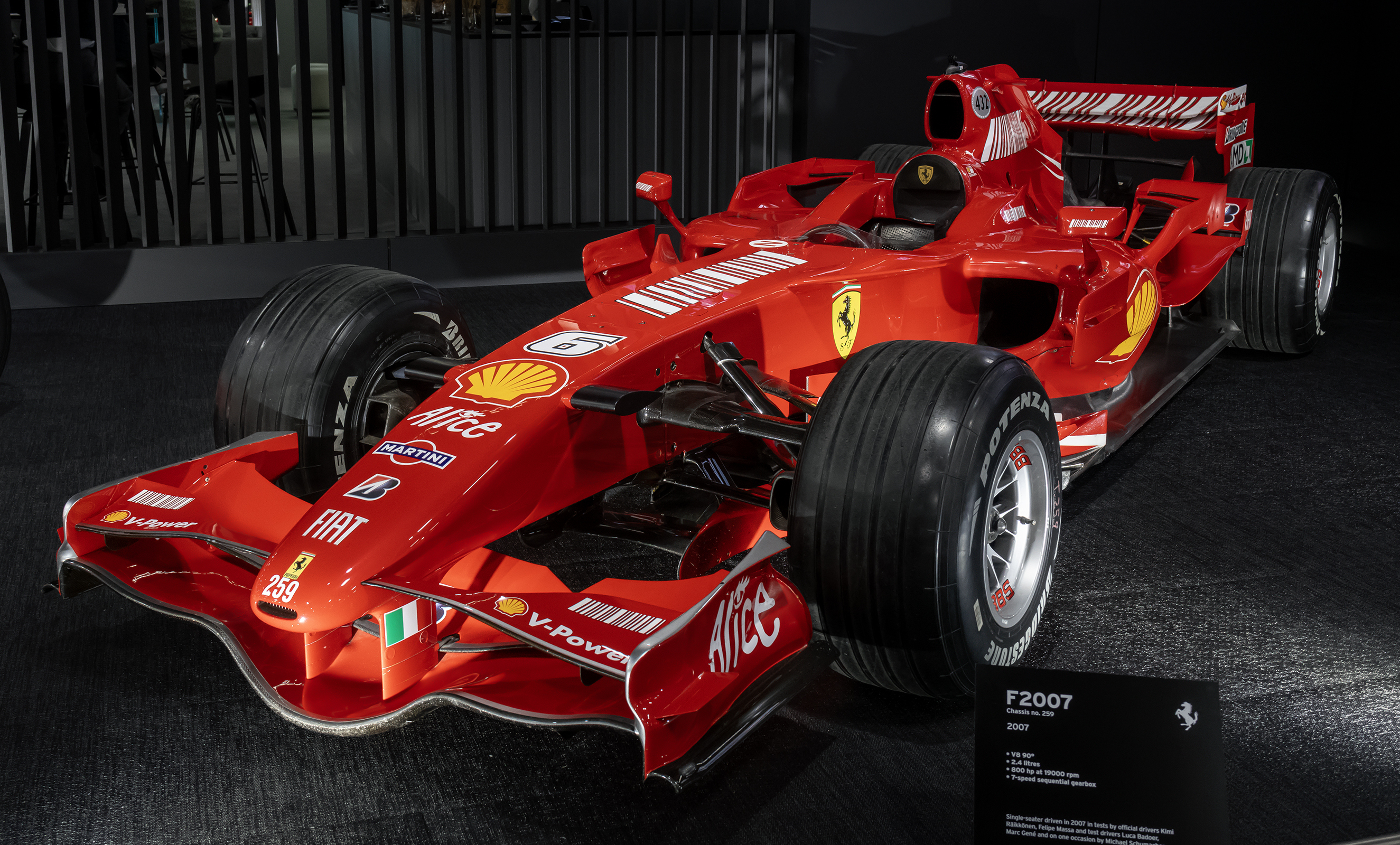
La Ferrari F2007, vettura al centro della spy-story.

La controversia sullo spionaggio in Formula 1 del 2007 è stato lo scandalo di spionaggio industriale che ha colpito il Campionato mondiale di Formula 1 2007 e ha visto protagonisti i team Ferrari e McLaren; successivamente nella vicenda è rimasta coinvolta anche la Renault.

## Storia

### Antefatti
Il tecnico britannico Nigel Stepney, arrivato in Ferrari a metà degli anni 1990 dopo una lunga carriera in Formula 1 con Shadow, Lotus e Benetton, nelle stagioni seguenti emerse tra gli elementi più stimati nel vittorioso ciclo instaurato dalla casa di Maranello tra il 1999 e il 2004, a cui Stepney contribuì dapprima come capomeccanico e in seguito come coordinatore tecnico, di fatto «braccio destro» del direttore tecnico Ross Brawn.
Alla fine del campionato 2006 proprio Brawn, da circa un decennio direttore della Scuderia, aveva deciso di prendersi un anno sabbatico e contestualmente chiudere la sua esperienza in seno al Cavallino. Stepney confidava di poterne ereditare il posto, ma di diversa idea furono i vertici Ferrari che, per la sostituzione di Brawn, decisero di scinderne l'incarico affidando la direzione sportiva a Stefano Domenicali e quella tecnica a Mario Almondo.

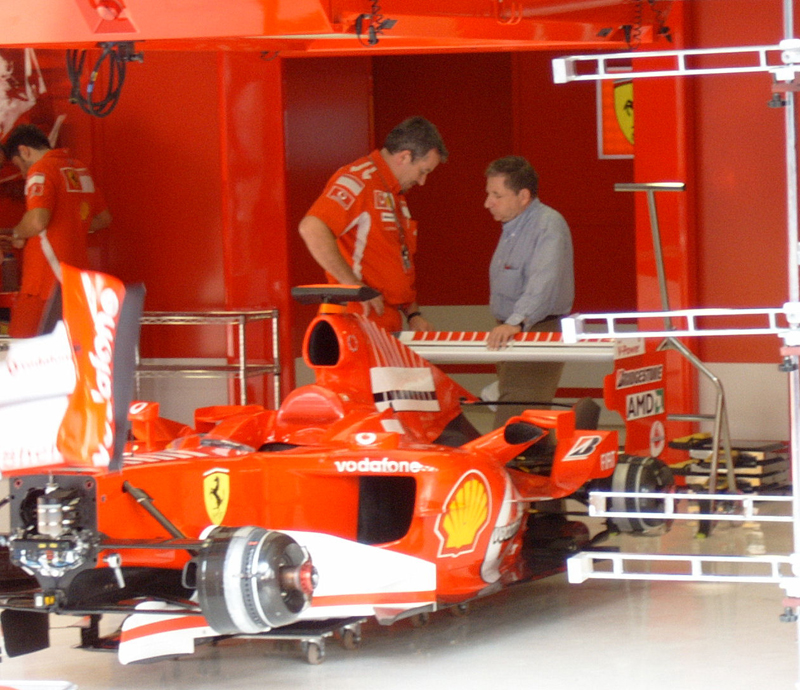
Nigel Stepney (al centro) nei box della Scuderia Ferrari nel 2005.

Indispettito dalla mancata promozione, nelle settimane seguenti Stepney rilasciò un'intervista molto polemica alla stampa d'oltre Manica; l'episodio non passò inosservato a Maranello che per tutta risposta dirottò il britannico a un diverso incarico, quello di «responsabile dello sviluppo della performance della squadra», in pratica allontanandolo da ruoli decisionali al muretto dei box. Da qui si suppone ebbero origine i motivi delle azioni sabotatorie di Stepney nei confronti della Ferrari.

### La scoperta dello spionaggio
La spy story venne alla luce nel giugno 2007, all'incirca dopo il Gran Premio degli Stati Uniti, quando alla Ferrari s'iniziò a parlare di sabotaggio in merito all'appuntamento di Monaco del maggio precedente. Il tutto sarebbe avvenuto internamente ad opera di Stepney, il quale, nei giorni precedenti la partenza della squadra per Monte Carlo, avrebbe sparso nei serbatoi delle F2007 di Kimi Räikkönen e Felipe Massa una polvere bianca a base di fosforo, che, se non scoperta, avrebbe "inquinato" la benzina danneggiandola gravemente: i tecnici italiani tuttavia notarono tracce della polvere all'esterno delle monoposto e, scoperta la presenza dell'agente inquinante, riuscirono ad asportarlo e a risanare le macchine prima del Gran Premio monegasco.

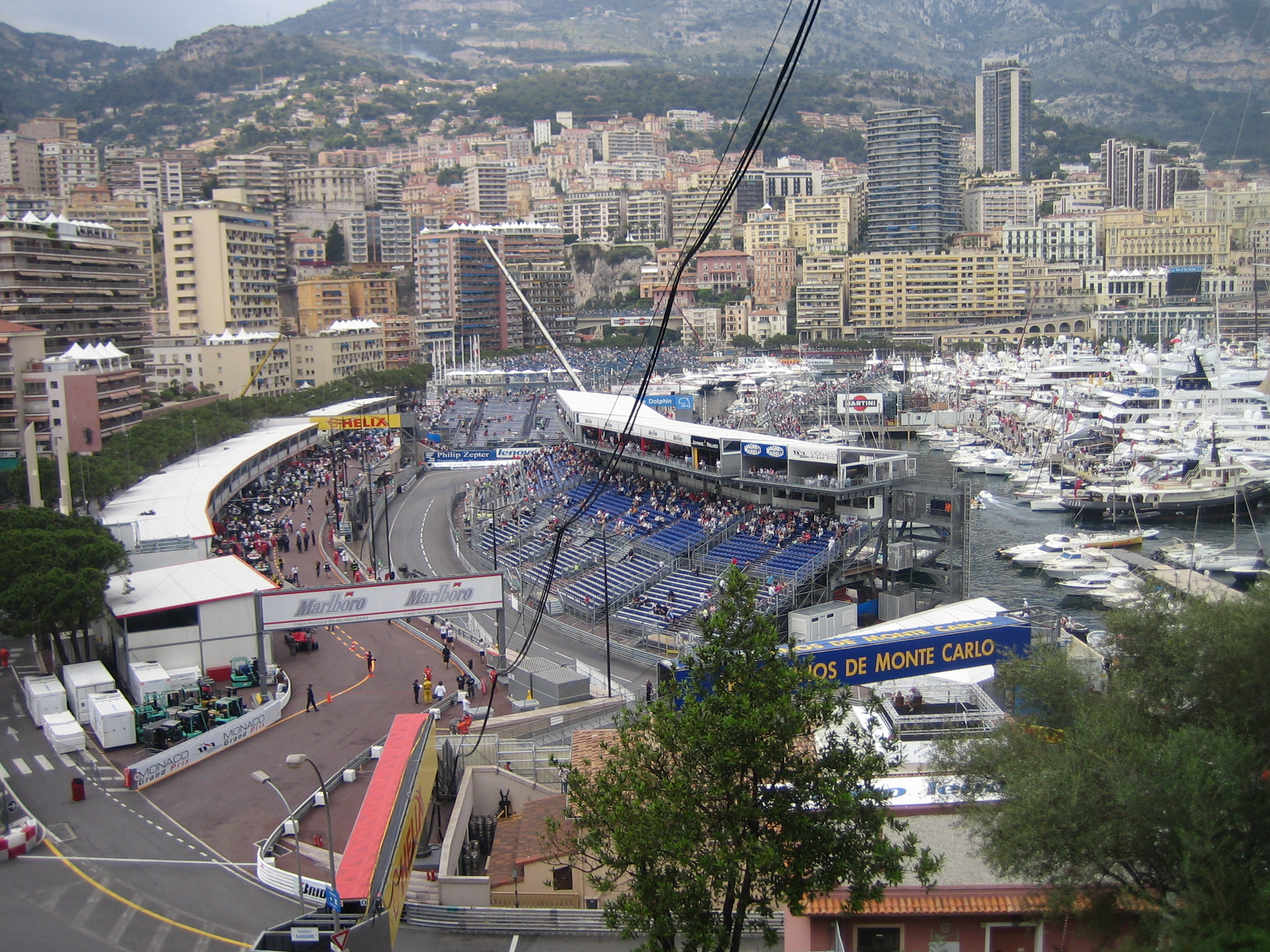
Prima del Gran Premio di Monaco 2007 avviene il sabotaggio, a opera di Stepney, delle due monoposto Ferrari guidate da Massa e Räikkönen.

Il sabotaggio venne definitivamente appurato nel novembre 2007 e le indagini delle forze dell'ordine italiane (alle quali la Scuderia si era rivolta) condussero a Stepney, sui cui indumenti furono repertate tracce della suddetta polvere. Successivamente si scoprì come l'ex capo meccanico Ferrari avesse anche passato materiali progettuali riservati della F2007 all'amico Mike Coughlan, capo progettista della rivale McLaren; il nome di quest'ultimo venne indicato da un edicolante locale, il quale per scrupolo aveva inviato una e-mail alla direzione tecnica di Maranello in cui dava conto del fatto che la moglie di Coughlan, Tracy, si era presentata nel suo negozio chiedendogli di fotocopiare centinaia di pagine di disegni tecnici marchiati con il logo del Cavallino. A questo punto la Federazione Internazionale dell'Automobile (FIA) decise di aprire un'inchiesta.

### La prima sentenza
La McLaren fu accusata dalla Ferrari di avere utilizzato i disegni trafugati a proprio vantaggio, mentre la casa di Woking sostenne di non saperne niente e che il tutto era ascrivibile a un'iniziativa privata del solo Coughlan. Dopo una prima udienza saltata si arrivò al 26 luglio 2007, giorno del giudizio: la McLaren venne ritenuta colpevole di essere entrata «in possesso di informazioni confidenziali» della Ferrari, ma non venne comminata nessuna sanzione in quanto non emersero «prove sufficienti» che il materiale fosse stato effettivamente utilizzato dal team britannico per indirizzare a proprio vantaggio il campionato.
Cinque giorni dopo, però, fu lo stesso presidente della FIA, Max Mosley, a decidere di presentare appello: motivò ciò come una scelta «politica» stante l'impossibilità da parte della Ferrari, per questioni regolamentari, di ricorrere verso la sentenza.

### La seconda sentenza
(Leo Turrini, 16 settembre 2007)

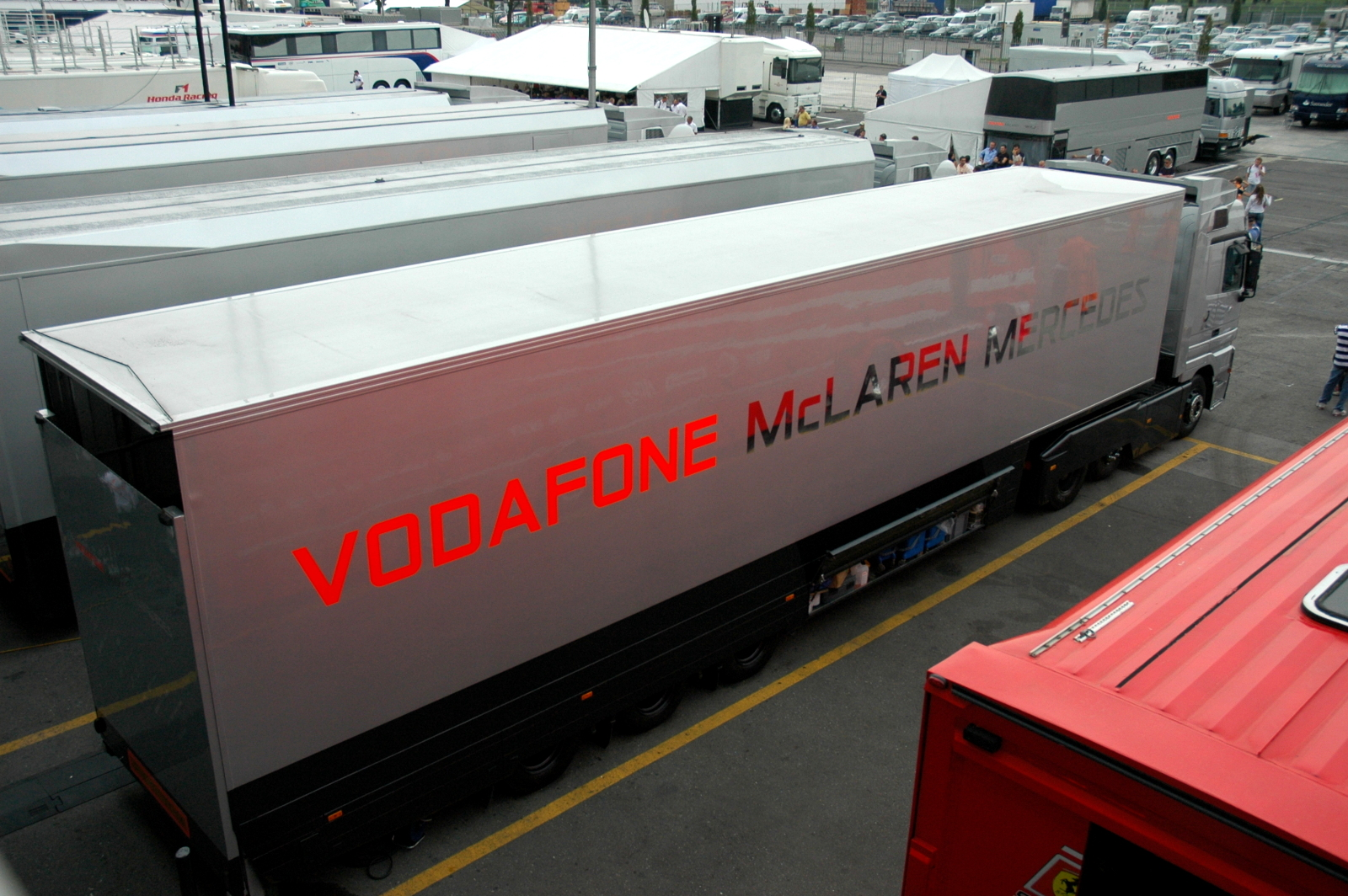
Oltre al sabotaggio, viene alla luce il passaggio (ancora per mano di Stepney) di progetti segreti della F2007 ai rivali della McLaren.

La data della seconda udienza venne fissata il 13 settembre 2007. Da questa vennero alla luce vari scambi di e-mail interni a McLaren tra il pilota Fernando Alonso, il collaudatore Pedro de la Rosa e il progettista Coughlan – quest'ultimo in contatto con Stepney –, in cui venivano citate numerose informazioni riservate sulla F2007 e, in generale, sulle operazioni della scuderia italiana: i dati inerenti la monoposto di Maranello riguardavano la distribuzione dei pesi usata da Räikkönen nel Gran Premio d'Australia, il concetto dell'ala posteriore flessibile, il gas usato per gonfiare gli pneumatici e il sistema di ripartizione della frenata, da comparare eventualmente in dei test onde provare che risultati potessero avere sulla McLaren MP4-22; allo stesso tempo, sempre tramite Stepney la squadra di Woking era anticipatamente a conoscenza delle strategie di gara studiate da Ferrari per le gare in Australia, Malesia, Bahrain e Spagna.
Da tale scambio di messaggi non emerse nulla di concreto circa l'utilizzo effettivo di tali informazioni, anche se ora appariva chiaro come queste, a differenza di quanto aveva dichiarato McLaren in un primo momento, erano invece a conoscenza dell'intero team e non del solo Coughlan. Questi fatti indussero la FIA a sostituire il ricorso in appello con una convocazione del Consiglio Automobilistico Mondiale.
Durante tale riunione la Ferrari portò come presunte prove della colpevolezza McLaren le e-mail di Alonso e de La Rosa, oltre ad alcuni SMS. La FIA emise quindi una nuova sentenza a sfavore della casa britannica: stavolta le venne azzerato il punteggio maturato in stagione nella classifica costruttori – fatto che consegnò alla Ferrari la vittoria del titolo marche per il 2007 – oltreché comminata una multa di 100 milioni di dollari.